# Wray (Lancashire)
Wray – wieś w Anglii, w hrabstwie Lancashire, w dystrykcie Lancaster. Leży 75 km na północ od miasta Manchester i 333 km na północny zachód od Londynu.